# شاه اوبو
شاه اوبو (فرانسوی: Ubu Roi‎) نمایشنامه‌ای اثر آلفرد ژاری است. اولین اجرای این نمایش در Théâtre de l'Œuvre پاریس بود که نمایشش، به خاطر عکس‌العمل آشوب‌گرانه تماشاچیان، در ۱۰ دسامبر ۱۸۹۶، همان شب اولین اجرا، متوقف شد. این نمایش‌نامه، سبعانه، غریب و کمیک، به خاطر روشش برای برانداختن و واژگونی هنجارها، قوانین فرهنگی و دیگر قراردادهای اجتماعی، برجسته است. برای کسانی که در آن شب در میان تماشاچیان، شاهد عکس‌العمل مخاطبان بودند، از جمله ویلیام باتلر ییتس، رویدادی به نظر می‌رسید که از اهمیت انقلابی برخوردار است. امروزه چنین به نظر می‌رسد که این نمایش، دریچه‌ای را به آنچه در سده بیستم، نوگرایی خوانده شد، باز کرده‌است. این اثر در دادائیسم، فراواقع‌گرایی و تئاتر ابسورد، پیشرو تلقی می‌شود. این نمایش‌نامه، اولین از سه هجویه دارای سبک ژاری است که در آن، قدرت، حرص و آز و شیوه‌های شیطانی، به ویژه میل بورژوازی راضی به سوءاستفاده از قدرت پدیدآمده از موفقیت را به سخره می‌گیرد.
در ایران شاه اوبو ابتدا توسط مرحوم جواد ذوالفقاری به فارسی ترجمه و در نشر نوروز هنر منتشر شد و زمستان نود و شش با ترجمهٔ زهرا طهماسبی نمینی (مهتاب) و مقدمهٔ محمد مفتاحی در نشر گل آذین منتشر شد.